# Río Ocoa
El río Ocoa es un río que nace en la Loma La Chorriosa (o La Chorreosa), en el borde sureste de Valle Nuevo, y recorre las provincias San José de Ocoa y Peravia antes de desembocar en la vertiente Caribe, por la margen oriental de la Bahía de Ocoa.
Ocoa es una palabra taína que, según C. Armando Rodríguez, significa "lugar montañoso", aplicable a este río ya que corre por entre grandes serranías. Coa significaba lugar o sitio mientras que O significaba algunas veces montaña.
Su valle, rodeado de montañas, se caracteriza por sus terrazas aluviales (también conocidas como terrazas fluviales), sobre una de las cuales se encuentra la ciudad de San José de Ocoa.
Entre los ríos y arroyos afluentes del Ocoa, los principales son: Banilejo (hay otro Banilejo que es afluente del río Nizao), Canal y Arroyo Parra, todos en la cuenca alta y media del río; en la cuenca baja no hay afluentes significativos, apenas algunas cañadas. 
Su curso bajo transcurre por un cauce ancho y pedregoso, frecuentemente seco, característico de ríos de montañas de regiones áridas. En el lugar donde cruza la Carretera Sánchez, a sólo 20 kilómetros de la desembocadura, la altitud es de 125 m s. n. m. La pendiente media desde Las Carreras hasta Palmar de Ocoa es de 6.25 m/km, por lo que el río mantiene una alta capacidad de arrastre hasta su misma desembocadura.
En el siglo XVI, el licenciado Alonso Suazo estableció cerca de la desembocadura del Ocoa uno de los mejores ingenios para la producción de azúcar, ingenio que fue varias veces asaltado por piratas y bucaneros que recorrían el Mar Caribe.
A orillas de este río se disputó los días 21 y 22 de abril de 1849 la batalla de Las Carreras durante la tercera campaña de la Guerra Domínico-Haitiana. La batalla tuvo como escenario el margen occidental del río en el lugar llamado Las Carreras al pie de las montañas de El Número, a unos 20 kilómetros de la desembocadura.